# Jacobo Odriozola
Jacobo Odriozola Losada (Santander, 28 marzo 1973) è un ex cestista spagnolo.